# Circus Hagenbeck-Wallace
Der Circus Hagenbeck-Wallace war ein amerikanischer Zirkus zu Beginn des 20. Jahrhunderts. Auf dem Höhepunkt seiner Laufbahn war er der zweitgrößte Circus Amerikas nach Ringling Brothers & Barnum & Bailey Circus. Die Heimat des Circus war die Stadt Peru in Indiana.

## Geschichte

### Vorgeschichte und Gründung
Der Hamburger Carl Hagenbeck (1844–1913) zählte zu den ersten Dompteuren, die ihre Tiere durch Belohnungen dressierten, anstatt wie bis dato üblich durch Bestrafen. Er gründete den Carl Hagenbeck Circus.
Benjamin Wallace kaufte 1884 zusammen mit seinem Geschäftspartner James Anderson einen Zirkus auf und gründete The Great Wallace Show und tourte mit dieser durch Amerika. 1890 trennte sich Wallace von seinem Partner und erwarb dessen Anteile und gründete den Zirkus unter dem Namen B. E. Wallace Circus neu.
1907 gelang es Wallace den Carl Hagenbeck Circus zu erwerben. Er fusionierte diesen mit seinem eigenen Zirkus unter dem neuen Namen Hagenbeck-Wallace Circus. Hagenbeck klagte gegen die Verwendung seines Namens durch Wallace, verlor aber den Prozess.

### Unglücksserie
1913 verlor der Zirkus während der Flutkatastrophe am Wabash River einen großen Teil seiner Tierbestände. Insgesamt verlor der Zirkus sieben Elefanten, 21 Löwen und Tiger sowie acht Dressurpferde. Noch im selben Jahr verkaufte Wallace seine Anteile an Ed Ballard aus French Link, Indiana.

1918 kam es zu einem der schlimmsten Unglücksfälle in der amerikanischen Zirkusgeschichte. Nachdem der Lokomotivführer eines Leerzuges eingeschlafen war, fuhr dieser am 22. Juni 1918 gegen 4:00 Uhr nahe Hammond, Indiana, ungebremst auf das Ende des Hagenbeck-Wallace-Circus-Zuges auf. Durch das auslaufende Petroleum in den Lampen der Schlafwagen brach Feuer aus, das sich durch die hölzernen Aufbauten der Eisenbahnwagen schnell ausbreitete. Infolge der Kollision starben 86 Menschen und weitere 127 wurden verletzt. Die meisten Opfer wurden in Forrest Park im Cook County, Illinois, begraben. Die Sektion des Friedhofs ist heute bekannt als Showmen’s Rest. 

### Wiederaufbau
Nach dem Motto „The Show must go on“ halfen viele konkurrierende Zirkusunternehmen bei dem Wiederaufbau, indem sie Hagenbeck-Wallace Ausrüstung und Artisten liehen. Durch die zügige Hilfe konnte der Zirkus schnell wieder auf Tour gehen. Insgesamt mussten nur zwei Gastspiele (in Hammond und Monroe, beide Wisconsin) abgesagt werden. Nach der Tragödie begannen die Unternehmer Jeremiah Mugivan und Bert Bowers mit der Übernahme des Hagenbeck-Wallace Circus und fügte diesen ihren diversen anderen Zirkusunternehmen hinzu. Ein Jahr später taten sich Mugivan, Bowers und Ballard endgültig zusammen und gründeten die American Circus Company.

### Niedergang
Die Vorgängerunternehmen, darunter auch Hagenbeck-Wallace, wurden für 2 Millionen US-Dollar an den Ringling Brothers & Barnum & Bailey Circus verkauft, welcher damit quasi ein Monopol bei den reisenden Zirkussen innehatte. Die Große Depression und die Finanzsituation des Zirkus führten aber zum Fall des Monopolunternehmens. 1935 spaltete sich der Circus von Ringling Brothers & Barnum & Bailey Circus ab und firmierte als Hagenbeck-Wallace and Forepaugh-Sells Bros. Circus. 1938 wurde der Circus endgültig aufgelöst.

## Künstler
Im Laufe der Unternehmensgeschichte traten viele verschiedene Künstler, Artisten und Tierdresseure im Hagenbeck-Wallace Circus auf. Einige der bekannten sind:
- Joe Skelton, der Vater von Red Skelton, trat eine Zeit lang als Clown bei Hagenbeck-Wallace auf. Sein Sohn Red verbrachte einen Teil seiner Jugend ebenfalls im Circus und trat auch mehrmals selbst auf.
- Emmett Kelly begann seine Karriere als „Weary Willy“ während der Großen Depression bei Hagenbeck-Wallace, bevor er zu anderen Circussen wechselte.
- Hoot Gibson war ein Cowboy, Rodeo-Reiter und Filmschauspieler. Er trat 1937 bei Hagenbeck-Wallace auf.